# Reithrodontomys hirsutus
Reithrodontomys hirsutus é uma espécie de roedor da família Cricetidae.
Apenas pode ser encontrada no México.